# Чатаєв Ахмед Раджапович
Ахмед Чатаєв (14 липня 1980 — 22 листопада 2017) — чеченський ісламіст та один з лідерів Ісламської держави, який можливо був планувальником атаки аеропорту в Стамбулі 2016 року. Загинув 22 листопада 2017 року в Тбілісі він під час перестрілки з грузинськими силовими структурами.

## З Чечні до Сирії
Чатаєв народився 14 липня 1980 року в селі Ведено Веденського району Чечні в тодішній Чечено-Інгуській АССР, в РСФСР. Брав участь у Другій війні Чечні, втративши руку в бою. 2001 року втік з Росії до Австрії, де йому було надано статус біженця 2003 року. 2008 року він та кілька інших чеченців були затримані у шведському Треллеборзі. Поліція знайшла зброю в його машині, і він провів більше року в місцевій в'язниці. 3 січня 2010 року його затримали в Ужгороді. За словами міністра МВС Юрія Луценка, мобільний телефон Ахмеда містив інструкції щодо вибухівки, а також фотографії загиблих у вибухах. Ахмед очікував на екстрадицію, до Росії, але 14 січня, після протестів Amnesty International, де стверджувалось, що він може зазнати катувань у разі повернення до Росії, Європейський суд з прав людини закликав українську владу не видавати його.
Оскільки Європейський суд з прав людини заборонив його депортацію до Росії, Україна відправила його до Грузії, де його звинуватили у злочині, вчиненому у 2000-х роках. Деякий час його можливо тримали в грузинській в'язниці, але потім звільнили, після чого він одружився й залишилися в Грузії. 19 травня 2011 року Чатаєва затримали на болгарсько-турецькому кордоні. Болгарський суд спершу ухвалив про екстрадицію його до Росії, але апеляційний суд скасував це рішення.  
[джерело?]
У серпні 2012 року Чатаєв знову з'явився в Грузії, де від поранення він втратив ногу, його було заарештовано під час сутички між грузинською поліцією та кавказькими бойовиками, поблизу дагестанської частини кордону з Росією. Незабаром його звільнили із в'язниці під заставу. У січні 2013 року грузинські прокурори скасували справу проти нього через відсутність доказів. Незабаром він покинув Грузію із наміром поїхати до Австрії для реабілітації.

## Сирія
У лютому 2015 року вирушив до Сирії, щоб приєднатися до Ісламської держави.
[джерело?]
У жовтні 2015 року Радою Безпеки ООН та Міністерством фінансів США, і Чатаєв був оголошений терористом, проти нього застосовано санкції. За даними ООН, у вересні 2007 року Чатаєв організував доставку до Чечні 12 тис. доларів, військової форми, комп'ютера та аудіотехніки для терористів, що діють на Північному Кавказі. Далі, стверджується, що він безпосередньо командує 130 бойовиками і закликає мусульман приєднатися до збройної боротьби проти офіційної влади в Сирії, Іраку та інших країнах з метою створення халіфату. Чатаєв відповідав за підготовку та перерозподіл російськомовних бойовиків ІД з Сирії та Іраку до РФ з метою створення осередків ІД та проведення терористичних актів. Був організатором і натхненником запланованих терористичних актів ІД проти російських дипломатичних представництв за кордоном.

## Смерть
У листопаді 2017 року Служба державної безпеки Грузії заявила, що Чатаєв, ймовірно, був убитий в 20-годинній антитерористичній операції в Тбілісі 22 листопада, в результаті якої загинув один військовослужбовець грузинського спецназу та три члени збройної терористичної групи. Четверо поліцейських були поранені, а один член групи заарештований. Пізніше силовики підтвердили, що Чатаєв загинув, коли підірвався. Його тіло було розпізнано за допомогою аналізу ДНК та відбитків пальців.